# Kenzaburo Oë

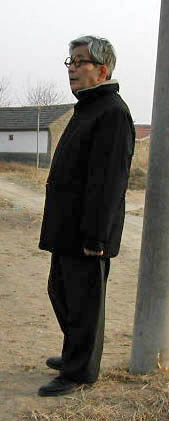
Kenzaburo Oë in Shendong, China, mei 2005

Kenzaburo Oë, (Japans: 大江 健三郎, Ōe Kenzaburō) (Uchiko, Ehime, 31 januari 1935 – Tokio, 3 maart 2023) was een Japanse schrijver die in 1994 de Nobelprijs voor Literatuur ontving met de motivering: "... die met poëtische kracht een fantasiewereld schept waarin leven en mythe verdicht worden tot een schokkend beeld van de huidige menselijke situatie".

## Leven en werk
Kenzaburo Oë werd geboren in het dorp Ose (大瀬村,Ōse-mura), opgegaan in Uchiko, op het eiland Shikoku in Japan. Hij was een van zeven kinderen. Zijn vader overleed toen hij negen jaar oud was. Toen de Tweede Wereldoorlog uitbrak ging dit gepaard met militaristische scholing en de Japanse nederlaag bracht een enorme verandering. Plotsklaps werd democratie gedoceerd en dit beïnvloedde Oë zeer. Hij ging op 18-jarige leeftijd Franse literatuur studeren aan de universiteit van Tokio, waar hij afstudeerde met een scriptie over Jean-Paul Sartre. 
Tijdens zijn studie begon hij, beïnvloed door Franse en Amerikaanse literatuur, te schrijven met een eerste publicatie in 1957. Zijn eerste werk beschrijft de verwoestende invloed van oorlog op het rurale leven en de schaduw die de Amerikaanse bezetting werpt op het leven van jongeren in de stad. In zijn werk komen verder politieke, sociale en filosofische thema's voor zoals nucleaire wapens, existentialisme en sociaal non-conformisme.
Oë trouwde in februari 1960 en had drie kinderen. In 1963 werd zijn autistische zoon met een muzikale gave, Hikari Oë, geboren en dit vormde een ommekeer in Oë's leven en werk. Zijn meest bekende roman "Het eigen lot" uit 1964 handelt over de langzame acceptatie van zijn gehandicapte zoon. Dit is een thema dat ook in zijn latere werk voorkomt.
Kenzaburo Oë was buitengewoon hoogleraar aan de Vrije Universiteit Berlijn. Hij maakte vele buitenlandse reizen en ontmoette Mao Zedong in China in 1960. In Frankrijk ontmoette hij Jean-Paul Sartre. Hij was actief in de vredesbeweging en de ecologische beweging.
Hij stierf in 2023 op 88-jarige leeftijd.

## Prijzen
- 1958 - Akutagawaprijs voor Shiiku (飼育)
- 1967 - Tanizakiprijs voor Manen gannen no futtoboru (万延元年のフットボール)
- 1994 - Nobelprijs voor Literatuur